# Новая Брыкуля
Новая Брыкуля (укр. Нова Брикуля) — село в Микулинецкой поселковой общине Тернопольском районе Тернопольской области Украины.
До 2020 года входило в Теребовлянский район.
Население по переписи 2001 года составляло 300 человек. Занимает площадь 1,833 км². Почтовый индекс — 48145. Телефонный код — 3551.

## История
Во время Великой Отечественной войны 115 жителей села были расстреляны украинскими националистами-бандеровцами, переодетыми в форму красноармейцев. Это произошло 28 марта 1944 года. Примерно в 7:00 утра вооружённая группа бандеровцев, переодетых в красноармейскую форму, окружила село и начала собирать людей на работу. Собрав 150 человек, вывели их южнее села на один километр и 115 из них расстреляли.